# Campeonato Maranhense de Futebol de 2017 - Segunda Divisão
A Série B de 2017 do Campeonato Maranhense de Futebol será a 17ª edição da categoria no estado do Maranhão. Inicialmente o campeonato teria a participação de seis equipes, mas, depois da tabela divulgada, duas equipes desistiram: O Chapadinha e o Sabiá.
O campeão da Série B Maranhense de 2017 terá vaga assegurada no Campeonato Maranhense de Futebol de 2018.

## Previsões do Campeonato
Inicialmente, tudo parecia estar bem, porém, depois de divulgada a tabela, duas equipes desistiram: O Chapadinha e o Sabiá.
Com isso, o regulamento da competição sofreu alterações, mas, o teve publicado logo em seguida com as equipes confirmadas: Bacabal, Expressinho, Pinheiro e Timon

## Formato

### Regulamento
Primeira Fase
A Primeira Fase terá dois grupos com duas duas equipes cada, com cada time tendo que realizar duas partidas contra um mesmo adversário. O time que mais pontuar dentro do grupo garante vantagem de jogar por empate no placar agregado e mando de campo na segunda partida decisiva da semifinal.
Semifinais
Nesta fase da competição, os confrontos são eliminatórios e são definidos pelo desempenho dos clubes na 1ª Fase, pois os líderes de um grupo enfrentam o segundo colocado do outro possuindo vantagem de atuar por dois resultados iguais (empate no placar agregado), e mando de campo na partida de volta do confronto.
Final
Concedendo as vantagens de atuar por empate no placar acumulado e mando de campo no jogo de volta ao clube de melhor campanha até então, as duas agremiações que passarem pela semifinal disputam o título e a única vaga para à Série A 2018 do Campeonato Maranhense.

### Critério de desempate
Os critérios de desempate nas fases eliminatórias serão aplicados na seguinte ordem:
1. saldo de gols
2. em caso de empate no placar agregado, se classifica à fase seguinte o time que possuir melhor campanha

## Equipes participantes
| Equipe                    | Cidade   | Em 2016        | Estádio         | Capacidade | Títulos        |
| Bacabal Esporte Clube     | Bacabal  | Não Participou | Correão         | 7.816      | 0 (não possui) |
| Expressinho Futebol Clube | São Luís | Não Participou | Nhozinho Santos | 11.429     | 1 (2014)       |
| Pinheiro Atlético Clube   | Pinheiro | 2º (Série B)   | Costa Rodrigues | 5.000      | 0 (não possui) |
| Timon Esporte Clube       | Timon    | Não Participou | Miguel Lima     | 1.600      | 0 (não possui) |

## Primeira Fase
Ida
| Quinta-feira, 12 de outubro | Bacabal                   | 2 – 1 | Timon          | Estádio Correão, Bacabal |
| 18:30                       | Wellington 3' · Bruno 51' |       | 74' Alessandro |                          |

| Bacabal | Timon |

| Quinta-feira, 12 de outubro | Pinheiro   | 1 – 1 | Expressinho  | Estádio Costa Rodrigues, Pinheiro |
| 17:00                       | Mateus 50' |       | 84' Anderson |                                   |

| Pinheiro | Expressinho |

Volta
| Domingo, 15 de outubro | Timon                                               | 4 – 1 | Bacabal         | Estádio Miguel Lima, Timon |
| 15:45                  | Wanderson 16' · Rogerinho 52', 83' · Alessandro 68' |       | 44' Francinaldo |                            |

| Timon | Bacabal |

| Domingo, 15 de outubro | Expressinho | 1 – 0 | Pinheiro | Estádio Nhozinho Santos, São Luís |
| 15:45                  |             |       |          |                                   |

| Expressinho | Pinheiro |

## Fase Final
|  | Semifinais  | Semifinais | Semifinais | Semifinais |   |         | Final | Final | Final | Final |
|  |             |            |            |            |   |         |       |       |       |       |
|  | Bacabal     | 3          | 2          | 5          |   |         |       |       |       |       |
|  | Expressinho | 0          | 0          | 0          |   |         |       |       |       |       |
|  | Expressinho | 0          | 0          | 0          |   | Bacabal | 3     | 3     | 6     |       |
|  |             |            |            |            |   | Bacabal | 3     | 3     | 6     |       |
|  |             | Timon      | 1          | 0          | 1 |         |       |       |       |       |
|  | Pinheiro    | Timon      | 1          | 0          | 1 | 2       | 0     | 2     |       |       |
|  | Pinheiro    |            |            |            |   | 2       | 0     | 2     |       |       |
|  | Timon       | 2          | 3          | 5          |   |         |       |       |       |       |

- Nota: O Bacabal foi punido com a perda de 6 pontos. O caso foi denunciado e julgado após os jogos de ida e volta das Semifinais, onde o Bacabal tinha direito a vantagem do empate no placar agregado; após a decisão, a vantagem foi revertida ao  Timon.[1]

### Semifinais
Ida
| Sábado, 21 de outubro | Bacabal                           | 3 – 0 | Expressinho | Estádio Correão, Bacabal |
| 16:00                 | Naldo 32' · Cris 62' · Sandro 86' |       |             |                          |

| Bacabal | Expressinho |

| Sábado, 21 de outubro | Pinheiro                  | 2 – 2 | Timon                      | Estádio Costa Rodrigues, Pinheiro |
| 16:00                 | Carlos Eduardo 27', 45+2' |       | 25' Alessandro · 41' Jonhs |                                   |

| Pinheiro | Timon |

Volta
| Domingo, 29 de outubro | Expressinho | 0 – 2 | Bacabal                 | Estádio Nhozinho Santos, São Luís |
| 15:45                  |             |       | 29' Leandrin · 76' Cris |                                   |

| Expressinho | Bacabal |

| Sábado, 28 de outubro | Timon                                      | 3 – 0 | Pinheiro | Estádio Miguel Lima, Timon |
| 15:45                 | Rogerinho 14' · Diogo 50' · Alessandro 89' |       |          |                            |

| Timon | Pinheiro |

### Final
Ida
| Sábado, 11 de novembro | Bacabal                   | 3 – 1 | Timon         | Estádio Correão, Bacabal |
| 16:00                  | Elton 19', 54' · Cris 88' |       | 31' Wanderson |                          |

| Bacabal | Timon |

Volta
| Quarta-Feira, 15 de novembro | Timon | 0 – 3 | Bacabal                            | Estádio Miguel Lima, Timon |
| 16:00                        |       |       | 21' Helton · 68' Cris · 77' Michel |                            |

## Premiação
| Campeonato Maranhense de 2017 - Segunda Divisão |
| Bacabal                                         |
| ----------------------------------------------- |
| Bacabal Campeão (1º título)                     |

## Classificação Geral
- Nota: O Bacabal foi punido com a perda de 6 pontos. O caso foi denunciado e julgado após os jogos de ida e volta das Semifinais. [1]